# Kuggholmen, Kimitoön
Kuggholmen, (finska: Kuggholma) är öar i Finland. De ligger i Skärgårdshavet och i kommunen Kimitoön i landskapet Egentliga Finland, i den sydvästra delen av landet. Öarna ligger omkring 26 kilometer söder om Åbo och omkring 140 kilometer väster om Helsingfors.
Arean för den av öarna koordinaterna pekar på är 3,6 hektar och dess största längd är 330 meter i öst-västlig riktning. I omgivningarna runt Kuggholmen växer i huvudsak barrskog.Runt Kuggholmen är det glesbefolkat, med 11 invånare per kvadratkilometer. Närmaste större samhälle är Väståboland, 11,4 km nordväst om Kuggholmen.